# Alcyna lucida
Alcyna lucida is een slakkensoort uit de familie van de Trochidae. De wetenschappelijke naam van de soort is voor het eerst geldig gepubliceerd in 1868 door H. Adams als Nevillia lucida.